# Historia Macedonii (regionu)
Najstarsze źródła dotyczące życia na terenie Macedonii pochodzą z okresu wczesnego neolitu (6000–2300 lat p.n.e.). W epoce brązu 1900 p.n.e. napłynęły ludy indoeuropejskie przypuszczalnie ze stepów czarnomorskich i nadwołżańskich. Ich napływ spowodował zanik starych kultur archeologicznych. W epoce żelaza Macedończycy prowadzili wojny obronne przeciwko pozostałym bałkańskim plemionom. We wczesnej fazie epoki żelaza (1300–1200 p.n.e.) archeologowie odkryli ślady zniszczeń i pożarów a w środkowej Macedonii ślady migracji. Zachodnia Macedonia utrzymywała kontakty z Ilirami.

## Starożytność
Pierwsze państwo macedońskie zostało założone przez Perdikkasa I z rodu Temenidów. Z uwagi na pochodzenie z królewskiej rodziny miasta Argos, na Peloponezie, tę pierwszą, macedońską dynastię nazwano dynastią Argeadów. Za panowania pierwszych władców nawoływali do walki i obrony przed Ilirami. Do Macedonii przyłączone zostało miasto Anthemunt. Aleksander I scalił pod nazwą Macedończyków plemiona zamieszkujące górną Macedonię. Jego następca Perdikkas II prowadził politykę wyzyskiwania sprzeczności pomiędzy sąsiadami Macedonii.

## Wojna o prymat pomiędzy państwami greckimi

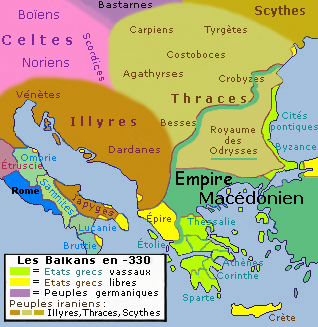
Mapa historyczna Bałkanów w roku 330 p.n.e

W 340 r. p.n.e. Ateny i ich sojusznicy zerwali pokój z Macedonią. Jesienią 339 r. p.n.e. wojska króla Macedonii Filipa II wkroczyły na tereny, pozostające pod kontrolą Aten. Decydujące starcie miało miejsce pod Cheroneją w 338 p.n.e. Po wygranej przez Macedończyków bitwie strony zawarły pokój. W następnym roku Związek Koryncki zawarł sojusz militarny z królem Macedonii, co w praktyce oznaczało macedońską hegemonię nad większością greckich polis.

## Epoka hellenistyczna
Po śmierci Aleksandra Wielkiego jego państwo zostało podzielone. Macedonia, jako silne królestwo, zażywała zarówno dobrobytu, jak i znaczenia politycznego. W 315 p.n.e. król Macedończyków, Kassander, założył Saloniki, późniejszą metropolię całego regionu.

## Okres rzymski
Po początkowym rabunku, Rzymianie przystąpili do rozbudowy sieci drogowej, m.in. powstała najdłuższa w Grecji także i dziś droga, obecnie autostrada Via Egnatia. Nastąpiła rozbudowa miast i ogólny wzrost ich zamożności. Poprawa bezpieczeństwa sprzyjała szybkiemu rozwojowi handlu. Do wielkiego znaczenia doszły zwłaszcza Saloniki, gdzie zlokalizowano sztab wojskowy wschodniej części imperium. Po podziale imperium rzymskiego, co nastąpiło w 395 n.e., Saloniki stały się drugim co do ważności miastem cesarstwa wschodniego, po Konstantynopolu.

## Wczesne średniowiecze
Po początkowym okresie dominacji łaciny, do życia publicznego i państwowego powrócił język grecki, wypierając łacinę do pozycji drugiego języka. Macedońskie miasta, podobnie jak większa część imperium bizantyńskiego, żyły w z zagrożeniu najazdów barbarzyńców. W VI i VII wieku n.e. na tereny Macedonii dotarły wrogie plemiona słowiańskie. W VII wieku Słowianie splądrowali bezpośrednie sąsiedztwo Salonik, ale nie udało im się zdobyć miasta. W odróżnieniu od większości groźnych najeźdźców, Słowianie migrowali na tereny Bizancjum także pokojowo, osiedlając się w miastach i majątkach ziemskich, jako tania siła robocza. Podobnie osiedlani byli słowiańscy jeńcy wojenni. Toteż według świadectw, w X wieku wszyscy mieszkańcy Salonik znali już język słowiański. Także poza granicami państwa, prócz greckiej nazwy Thessaloniki oraz łacińskiej: Egnatia, Saloniki stopniowo zaczęły być znane także pod nazwą słowiańską: Sołuń. W 904 roku Saloniki i ich okolice zostały splądrowane przez Arabów, a w 1185 przez Normanów. Nieskutecznie miasto oblegali też Bułgarzy.

## Późne średniowiecze
W okresie panowania bizantyńskiego, do prowincji Macedonii zaliczano też większą część obecnej Tracji. Stolicą tej prowincji był Adrianopol. Poczynając od IV krucjaty, poszczególne ziemie Macedonii wielokrotnie i burzliwie zmieniały panujących (Greków, łacinników, Bułgarów, Serbów), często ulegając przy tym pożogom i rabunkowi. Ważne obiekty kultury i infrastruktury pozostawiło w tym okresie głównie Bizancjum.
W drugiej połowie XIII w. ekspansję w tym kierunku podjęli królowie Serbii. Stefan Urosz II Milutin począwszy od 1282 r. opanował północną część Macedonii (w tym Skopje), jego syn Stefan Urosz III w 1330 r. odparł próbę odbicia tych terenów przez Bizancjum i Bułgarię (w bitwie pod Welbużdem zginął wówczas z rąk Serbów car Bułgarii Michał III Szyszman). Ekspansję serbską kontynuował w pierwszej połowie XIV w. kolejny król serbski Stefan Urosz IV Duszan, który opanował stopniowo cały ten region (z wyjątkiem Salonik) i ogłosił się carem.

## Panowanie tureckie
W 1352 roku wojska osmańskie pod wodzą Sulejmana zajęły Gallipoli. W roku 1371 Turcy pokonali w bitwie nad Maricą siły kilku chrześcijańskich władców (w tym serbskie) i zdobyli Adrianopol, co pozwoliło im na ekspansję w Macedonii. W 1383 zajęli Seres a do 1392 roku także Skopje i Saloniki. W 1395 roku doszło do bitwy na Rowinie. Jej skutkiem było panowanie tureckie w całej Macedonii. Pierwsze półtora wieku tureckiego panowania przyniosło dawno nie widziany tu wcześniej pokój, stabilizację, rozwój ekonomiczny i wielokrotny wzrost demograficzny. Poszczególne grupy ludności cieszyły się znaczną autonomią religijną, administracyjną i ekonomiczną. Pozostały po tym okresie liczne, pozytywne ślady w architekturze komunalnej, np. zaprojektowany przez Rzymian, jednak nigdy wcześniej nie realizowany akwedukt w Kawali. Następne wieki w osmańskim imperium nie okazały się już dla miejscowych korzystne.

## Wiek XIX
W trakcie greckiego powstania, w 1822 roku, oddziały Emina, baszy Salonik, z polecenia Sułtana, dokonały eksterminacji znacznej lub większej części greckiej ludności Macedonii Egejskiej, rozmyślnie zmieniając w ten sposób proporcje demograficzne. Najczęściej podawanym przykładem tej akcji jest mord lub sprzedaż w niewolę wszystkich Greków miasta i okręgu Naussa, zasiedlanego następnie elementem słowiańskim lub o pochodzeniu muzułmańskim. Eksterminacja Greków w Macedonii uszła uwadze Europy. Działania te, choć identyczne z masakrą na Chios, poprzedziły ją, nie wywołując jeszcze reakcji zachodnioeuropejskiej opinii publicznej, poruszonej dopiero wyeksponowanym w Luwrze obrazem artysty Eugène Delacroix.

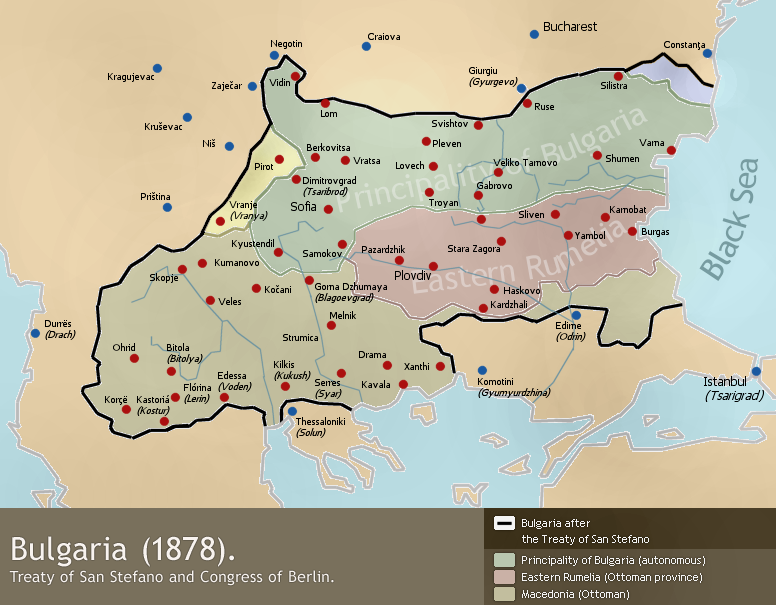
Macedonia w granicach Bułgarii według traktatu w San Stefano

W czasie wojny rosyjsko-tureckiej w latach 1877–1878 Macedonia została zajęta przez wojska rosyjskie. Na mocy traktatu w San Stefano miała stać się częścią odrodzonej Bułgarii. Kongres berliński zdecydował pozostawić ziemie macedońskie Turcji, zobowiązując sułtana do przeprowadzenia tam niezbędnych reform w celu poprawy położenia ludności chrześcijańskiej; z powodu rywalizacji Rosji, Niemiec i Austro-Węgier na Bałkanach Turcy nie przeprowadzili obiecanych reform. Sytuacja gospodarcza po kongresie berlińskim bardzo się pogorszyła. Część ziem leżała odłogiem, w niektórych rejonach pojawił się głód, wyroby miejscowego rzemiosła przegrywały konkurencję z wyrobami importowanymi z Europy Zachodniej. W ostatnim ćwierćwieczu XIX w. państwa ościenne zaczęły wysuwać pretensje do ziem macedońskich motywując je „prawem historycznym”. Bułgaria rościła pretensje do całości (co przyznawał jej traktat w San Stefano), a Serbia i Grecja do ich części. Po ustanowieniu Egzarchatu Bułgarskiego w 1870 za pośrednictwem podległych mu eparchii Bułgarzy prowadzili akcję uświadamiającą w całej Macedonii. W początkowym okresie miała ona charakter głównie działalności kulturalnej i oświatowej, pokojowy, choć połączony z bułgaryzacją liturgii prawosławnej i obligatoryjną slawizacją zapisu nazwisk parafian w okolicach, w których ludność pro-bułgarska stanowiła 2/3 lub więcej całości populacji. Serbia i Grecja przeciwstawiały się tej działalności. Pretensje do wilajetu monastyrskiego wysuwała część albańskich działaczy narodowych, domagających się własnego państwa.

## Wymiany ludności, jako skutekwojen bałkańskichXX wieku

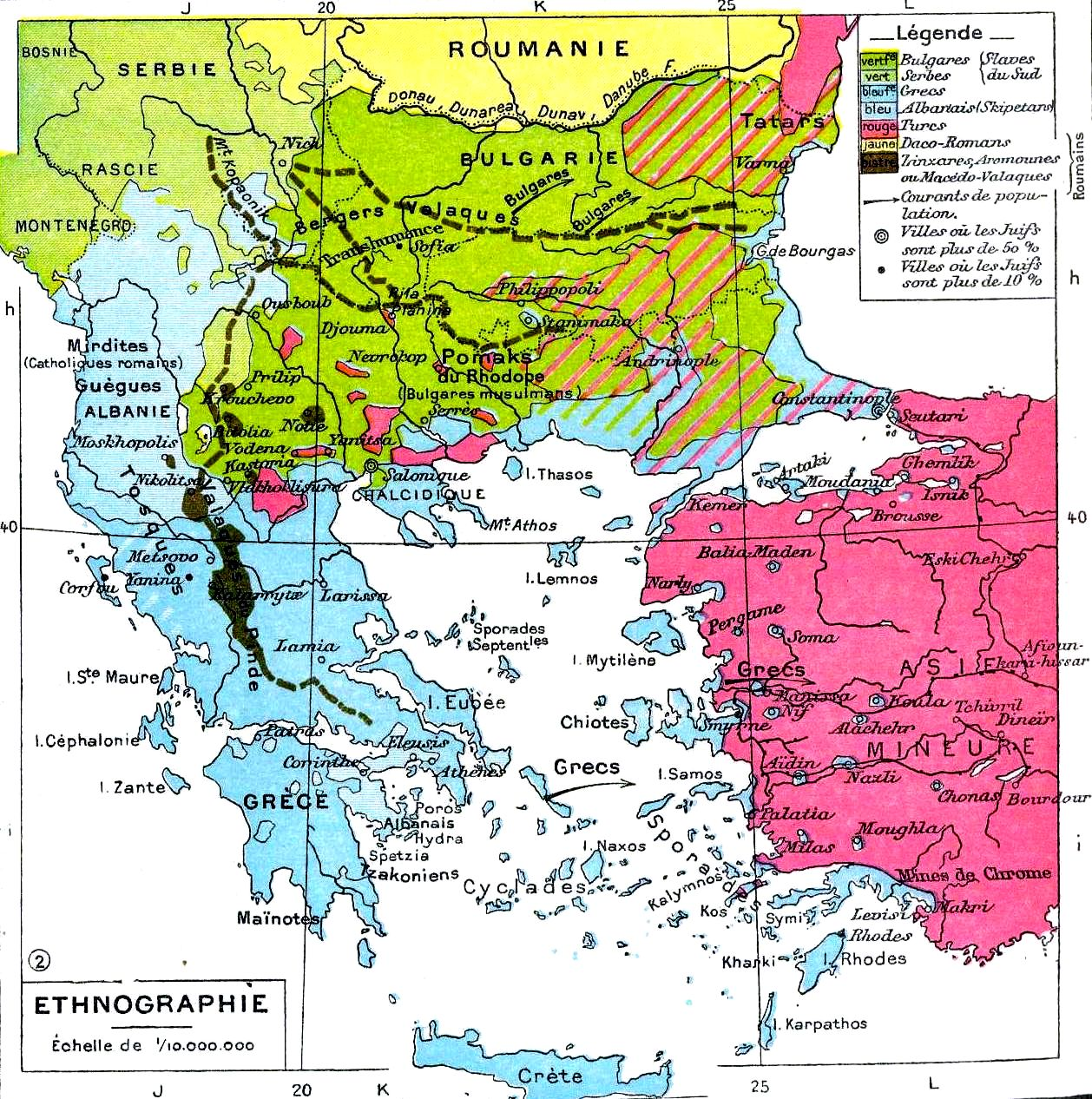
Mapa językowa (przeważający język) z końca XIX w

W okresie przed wybuchem wojen bałkańskich, tajne służby Turcji i Bułgarii inspirowały i podsycały krwawe waśnie. W 1904 spróbowała tej taktyki także Grecja, w tajemnicy wspierając organizację greckich oddziałów samoobrony. W wyniku przewrotu młodotureckiego w Salonikach, od roku 1908 Grecja i Turcja zaniechały tej taktyki. Probułgarska ludność słowiańskojęzyczna odegrała kluczową rolę w wybuchu bardzo krwawej II wojny bałkańskiej. Toteż po I wojnie światowej, społeczność międzynarodowa postanowiła wymianę ludności pomiędzy Grecją, Turcją i Bułgarią. Głównie w latach 1923 – 1930, grecką część Macedonii opuściła islamska ludność tureckojęzyczna i 146 tysięcy Słowian, głównie podających się jako Bułgarzy. Przesiedlano ich przede wszystkim do Bułgarii. 35 tysięcy Greków przybyło z Bułgarii do Grecji. W granicach Grecji, dobrowolnie pozostało około 70 tysięcy ludności słowiańskojęzycznej, uznanej za dobrosąsiedzką i nie sprawiającą problemów. Operując argumentami historycznymi, Grecy oficjalnie uważali te rodziny i także całe miejscowości za przymusowo zeslawizowanych w przeszłości Greków, toteż dokonano obligatoryjnej hellenizacji ich nazwisk. W wielu przypadkach rzeczywiście następowało przywrócenie wcześniejszych, greckich nazwisk danego rodu, jednak akcja zmiany nazwisk objęła niemal wszystkich mieszkańców greckiej części regionu. Jednocześnie w greckiej Macedonii osiedlono ponad 500 tysięcy Greków, głównie ekspatriowanych z Azji Mniejszej.

## OkresII wojny światowej
Z terenu Macedonii usunięto - głównie wymordowano - niemal całość ludności pochodzenia żydowskiego. Tymczasem jeszcze w latach 30. to Żydzi właśnie stanowili znaczną część ludności macedońskich miast, np. większość mieszkańców Salonik.

## Migracje i wywłaszczenia wywołanewojną domową w Grecji
W II wojnie światowej, ludność Macedonii masowo wsparła lewicowe formacje jugosłowiańskie oraz Greckiego Ludowego Wyzwoleńczego Wojska (ELAS). Od 1945 władze Grecji uporczywie prześladowały weteranów ELAS. W wojnie domowej 1946-49 większość walk toczyła się na terenie Macedonii i grecki, komunistyczny „partyzancki rząd” obiecywał autonomię językową. Toteż w 1949 roku słowiańskojęzyczni partyzanci DSE stanowili już około 40% składu oddziałów. Około 30% partyzantów, nawet w oddziałach szturmowych, były to młode kobiety. Po upadku powstania, niemal całość słowiańskojęzycznych partyzantów została stopniowo skierowana przez Komintern do jugosłowiańskiej Socjalistycznej Republiki Macedonii. Dodatkowo wywieziono tam co najmniej 15 tysięcy osieroconych dzieci. Strona jugosłowiańska zgłaszała też ucieczkę z terenu toczących się walk, tysięcy całych rodzin, znających język słowiański – uznano ich za Słowian-Macedończyków. Ludzie ci nie mogli powrócić potem do Grecji. Mimo że tysiące z nich podpisało petycję, zakaz wydały władze S.F.R. Jugosławii. Nieuprawiane pola, pozostawione przez emigrantów, o ile nie było już rolnika spośród członków rodziny, zgodnie z prawem, trwale przeszły w obce ręce, a księgi wieczyste zakładane są w Grecji dopiero od roku 2009. Nieobecni nie mogli też skorzystać z powszechnego, sponsorowanego przez państwo, programu budowy chłopskich domów, w latach 50. Ponadto w całym okresie powojennym stare, niekonserwowane budynki zwykle ulegały obligatoryjnemu wyburzaniu. Chętnym, także Macedończykom, Grecja przywracała potem obywatelstwo, zwrot pól i działek zależy jednak jedynie od dobrej woli ich kolejnych i kolejnych właścicieli. Problem ten dotyczy ogólnie Greków – emigrantów, a nie tylko emigrantów – Macedończyków.

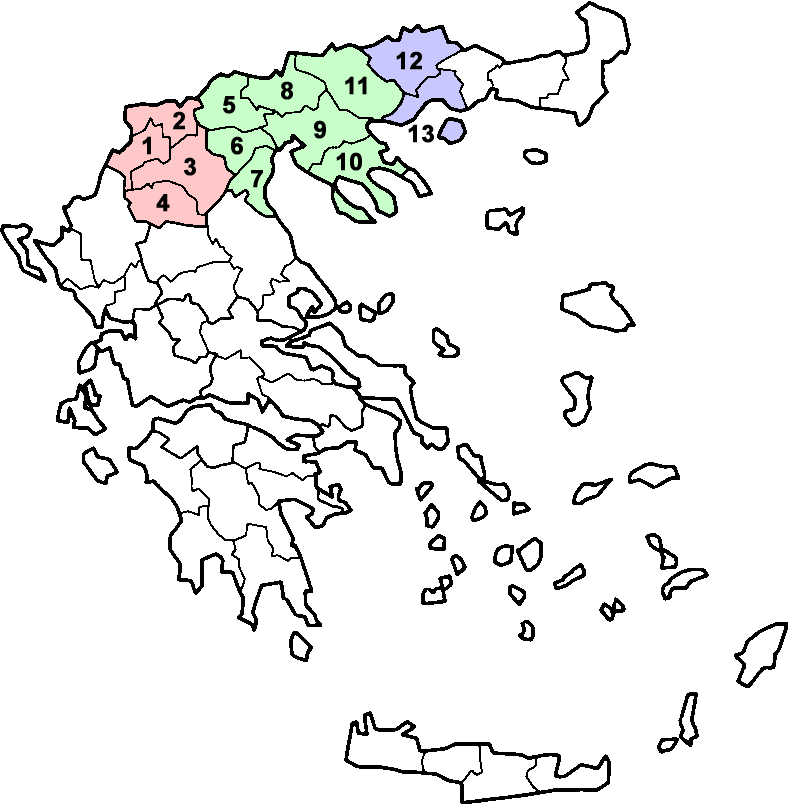
Trzy jednostki administracyjne Grecji urzędowo określane jako Macedonia (oznaczone trzema kolorami)

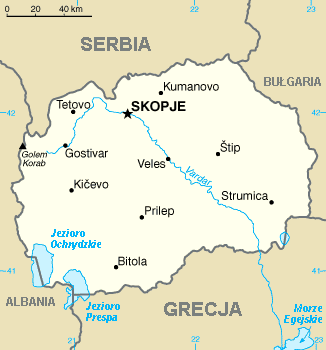
Republika Macedonii Północnej

## Okres powojenny
Słowiańska ludność w Republice Macedonii kulturowo jest zbliżona do Bułgarów, w związku z tym od 1945 roku budowana była odgórnie odrębna, macedońska tożsamość narodowa, a język macedoński został przez Jugosławię uznany za odrębny od bułgarskiego. Początkowo wobec planów stworzenia przez Bułgarię i Jugosławię federacji, której jednym z podmiotów miała być Republika Macedonii obejmująca ziemie macedońskie z dotychczasowej Jugosławii i Bułgarii władze bułgarskie prowadziły odgórną macedonizację ludności zamieszkującej południowo-zachodnią Bułgarię. Po kryzysie w stosunkach między Jugosławią i ZSRR, Bułgaria w 1949 roku podjęła politykę bułgaryzacji ludności na pograniczu, co skutkowało prawie całkowitym zanikiem identyfikacji macedońskiej w Bułgarii.

## Region Macedonii współcześnie
Region, tradycyjnie uznawany za Macedonię aktualnie leży na terenie czterech, sąsiadujących ze sobą państw: Bułgarii, Macedonii Północnej, Grecji i Albanii. Dwa spośród tych państw uważają się przy tym za jedynych, historycznych spadkobierców starożytnej Macedonii, odwołując się do macedońskich tradycji także w nazewnictwie administracyjnym:

### Macedonia (Grecja)
W Grecji istnieją trzy regiony – jednostki administracyjne państwa, urzędowo określane jako Macedonia. Na ich terenie leżało niegdyś historyczne Królestwo Macedonii, nim weszło w okres swej wielkiej ekspansji.
Obecnie, spośród ponad 2,6 mln stałych mieszkańców greckiej Macedonii, według danych oficjalnych, aż około 98% deklaruje narodowość grecką. Zdaniem Greckiego Komitetu Helsińskiego około 200 tys. mieszkańców Grecji posługuje się w domach językami słowiańskimi, lecz tylko niewielka część z nich uważa się za osoby o niegreckiej narodowości.
W konsekwencji wymian ludności, oraz międzypaństwowych umów, już od schyłku lat trzydziestych, od każdej prawosławnej mniejszości językowej, zamieszkującej Grecję, zaczęto wymagać szybkiej hellenizacji ich dzieci. Z kolei społecznościom islamskim zaczęto narzucać szkolnictwo tureckie, pomimo że około połowy greckich wyznawców Islamu zupełnie nie czuło się Turkami – zwykle byli to Pomacy, językowo zbliżeni raczej do Słowian i do Greków niż do Turcji. Zrodziło to rozgoryczenie, gdyż społeczności macedońsko-słowiańska oraz pomacka, zwykle przyjazne i życzliwe wobec greckich sąsiadów, poczuły się traktowane niesprawiedliwie. Problem ten, choć złagodzony, pozostaje w Grecji aktualny. Sytuacja materialna i zawodowa ludności słowiańskojęzycznej, od pokoleń objętej greckim szkolnictwem, nie odbiega od dobrej sytuacji zawodowej i materialnej ludności greckojęzycznej. Utrudniony jest awans Pomaków, obligatoryjnie objętych szkolnictwem tureckojęzycznym. Pomacy postulują zastąpienie języka tureckiego własnym oraz równolegle językiem greckim.

### Macedonia Północna
W 1991 roku, na północ od Grecji powstało nowe państwo, które przybrało nazwę „Macedonia”. Państwo to, ze stolicą w Skopje, liczy 2,061 mln mieszkańców i powstało w granicach dawnej Socjalistycznej Republiki Macedonii od 31 stycznia 1946 roku do 8 września 1991 roku wchodzącej w skład Socjalistycznej Federalnej Republiki Jugosławii.
Jako pierwsza niepodległość Macedonii uznała 15 stycznia 1992 roku Bułgaria, której władze miały nadzieję na dobrowolne przyłączenie się Macedonii do Bułgarii. W ramach polityki zbliżenia z Macedonią Bułgaria wspierała gospodarczo ten kraj w pierwszej połowie lat 90., gdy Grecja nałożyła na Macedonię embargo ekonomiczne. Od czasu powstania niepodległej Macedonii władze bułgarskie uważają Macedończyków za naród jedynie w sensie politycznym, tj. za społeczność dążącą do utrzymania własnego państwa, a jednocześnie za część narodu bułgarskiego w sensie etnicznym.
Pierwszym prezydentem niepodległego państwa został Kiro Gligorov. Według danych oficjalnych, Słowianie stanowią około 68% ludności Republiki Macedonii. Zaliczają się do nich Macedończycy, Serbowie, Bułgarzy, rodziny grecko-słowiańskie byłych partyzantów DSE i liczne rodziny mieszane tych wszystkich grup. Szacunki te podważane są przez część badaczy niezależnych.
Wobec powtarzających się prób czystek etnicznych i starć, z udziałem weteranów UÇK, pomiędzy zamieszkującymi Republikę Macedonii niesłowiańskimi grupami etnicznymi a atakowanym macedońskim wojskiem i policją, w 1993 roku na teren republiki przybyły wojska ONZ.

### Konflikt Republiki Grecji z Republiką Macedonii o nazewnictwo
Grecy nie uznawali nazwy nowego państwa, jako zbyt mocno odwołującej się, także symbolami narodowymi, do starożytnej Macedonii Filipa i jego syna Aleksandra Macedońskiego, a zgodnie z oficjalną doktryną polityczną dzieje państwa Aleksandra Macedońskiego są dziedzictwem wyłącznie greckim. Jednocześnie niektórzy z greckich intelektualistów wskazywali, że używanie przez nowe państwo pozbawionej doprecyzowania nazwy „Macedonia” jest wobec Greków obraźliwe. Strony prowadzą wieloletnie negocjacje. We wszystkich propozycjach negocjatorzy Republiki Macedonii jako suwerennego państwa kładli nacisk na posługiwanie się przez ten kraj określeniami „Macedonia”, „macedoński” w kontaktach na forum międzynarodowym. Grecy uważali, że w szczególności umniejszone byłyby wtedy prawa ich strony, przy posługiwaniu się tradycyjnymi znakami towarowymi, zawierającymi przymiotnik „macedoński”. Strona grecka wysuwała żądanie uzupełnienia oficjalnej nazwy o precyzujący wyróżnik, np. „Górna Macedonia”.
Mimo tego sporu Macedonia począwszy od 1993 roku, kiedy stała się członkiem Organizacji Narodów Zjednoczonych zyskała uznanie dyplomatyczne. W 1995 roku, by złagodzić stosunki z Grecją, Macedonia zmieniła flagę narodową, a także dodała do konstytucji zapis o braku roszczeń terytorialnych wobec sąsiadów. W zamian, Grecja zgodziła się na uczestnictwo sąsiada w niektórych organizacjach międzynarodowych, z tymczasowym używaniem akronimu FYROM, jako nazwy państwa. Po wyborach w 1998 roku powstał rząd Lubczo Georgiewskiego z partii nacjonalistycznej, który opowiadał się za integracją z Zachodem. Grecja blokowała wstąpienie sąsiada do NATO i Unii Europejskiej, do momentu osiągnięcia ostatecznego kompromisu. W obu krajach temat ten był bardzo mocno eksponowany w kampaniach wyborczych.
12 lutego 2019 roku Republika Macedonii zmieniła nazwę państwa na „Republika Macedonii Północnej”, w ramach kompromisu ze stroną grecką.

### Fala imigrantów z Kosowa i Albanii
Republika Macedonii boryka się ze wzrostem (do ok. 25%) mniejszości albańskiej. Tę istniejącą już wcześniej, autochtoniczną populację Albańczyków, powiększyła duża liczba uchodźców albańskich z Kosowa, którzy przybyli tutaj w okresie od marca 1998 do kwietnia 1999 r. podczas wojny w Kosowie. Stało się to przyczyną napięć i starć imigrantów z wojskiem macedońskim. W lokalnym konflikcie została udzielona pomoc przez Zachód. Stopniowo sytuacja się uspokoiła, a Albańczycy zaczęli brać udział w życiu politycznym kraju. M.in. wprowadzono poprawki w konstytucji, które zwiększyły autonomię Albańczyków w tym kraju.
Grecja, od początku lat 90., doznała zalewu Albańczyków z Republiki Albanii. Wobec ich szybkiego awansu zawodowego i kulturowego i sprawnej nauki greckiego – wydaje się, że od początku języka nieobcego tej grupie imigrantów – problem ich dużej liczby już przestał być w Grecji istotny.